# Pyrzowice
Pyrzowice – wieś sołecka w Polsce położona w województwie śląskim, w powiecie tarnogórskim, w gminie Ożarowice.
Na jej terenie ulokowany jest Międzynarodowy Port Lotniczy Katowice.
W latach 1975–1998 miejscowość należała administracyjnie do województwa katowickiego.
W roku 2021 miejscowość liczyła 561 mieszkańców, z czego 50,6% mieszkańców stanowiły kobiety, a 49,4% mężczyźni.

## Położenie
Wieś położona jest w północnej części Górnośląskiego Okręgu Przemysłowego, w Zagłębiu Dąbrowskim, na terenie historycznej, kulturowej i geograficznej Małopolski.

## Nazwa
Nazwę miejscowości w zlatynizowanej staropolskiej formie Pyrzowicze wymienia w latach (1470–1480) Jan Długosz w księdze Liber beneficiorum dioecesis Cracoviensis.

## Historia

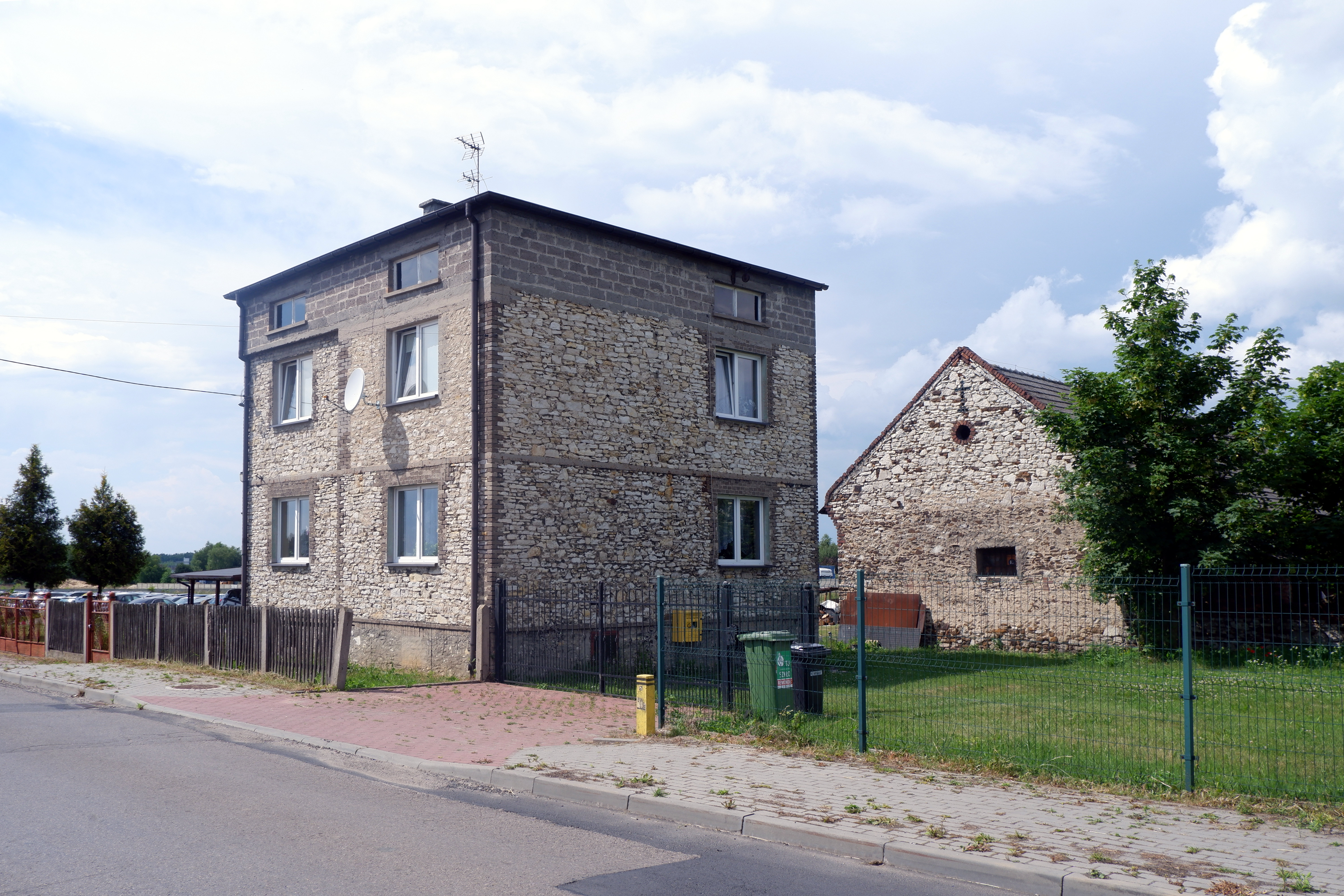
Dom z okresu PRL wybudowany z użyciem tradycyjnego lokalnego materiału budowlanego – wapienia

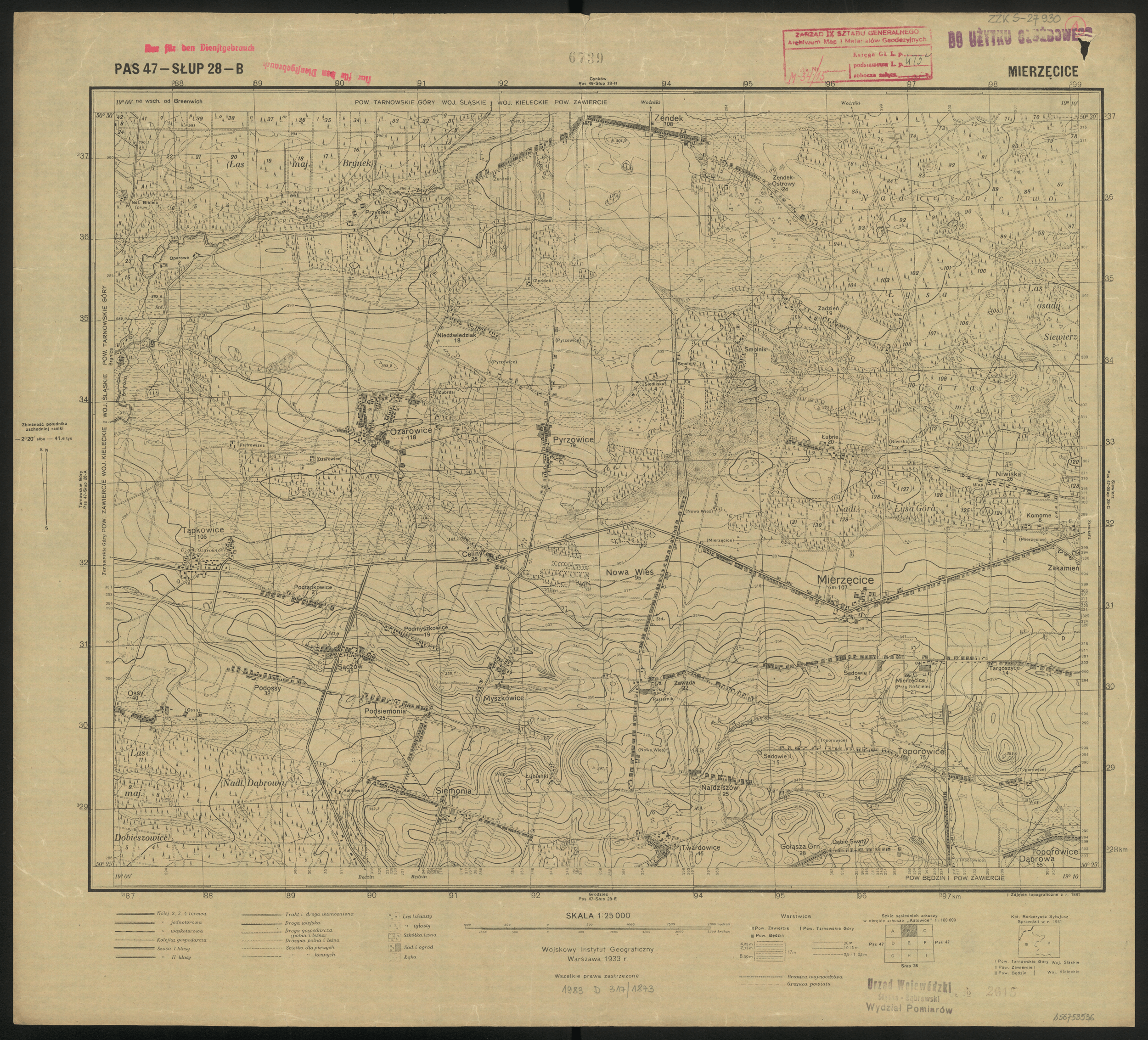
Mapa Pyrzowic i okolic sporządzona w 1933 przez Wojskowy Instytut Geograficzny na podstawie mapy Królestwa Polskiego z 1881.

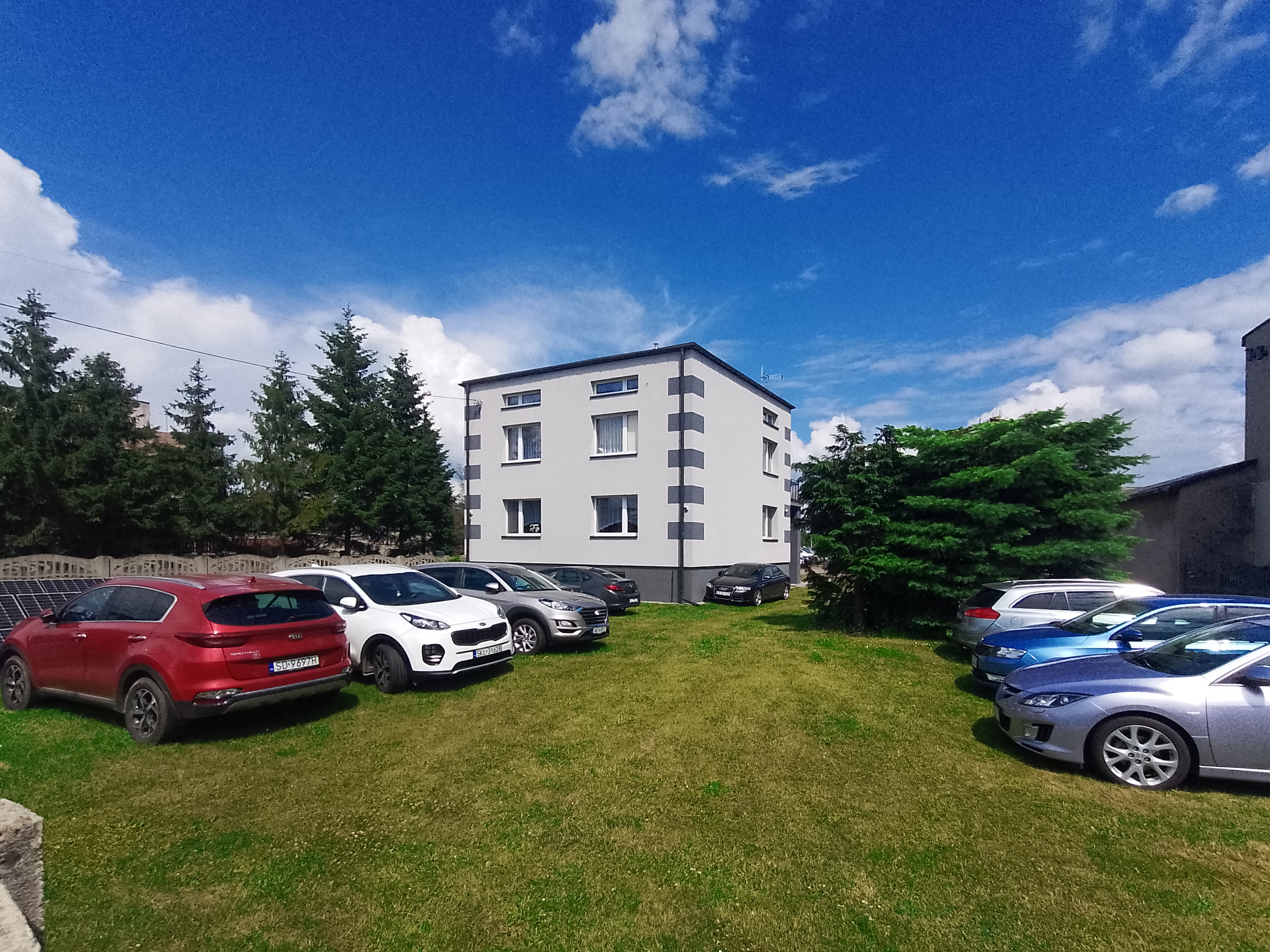
Z powodu bliskości lotniska charakterystycznym elementem krajobrazu są parkingi stworzone na prywatnych działkach przy domach

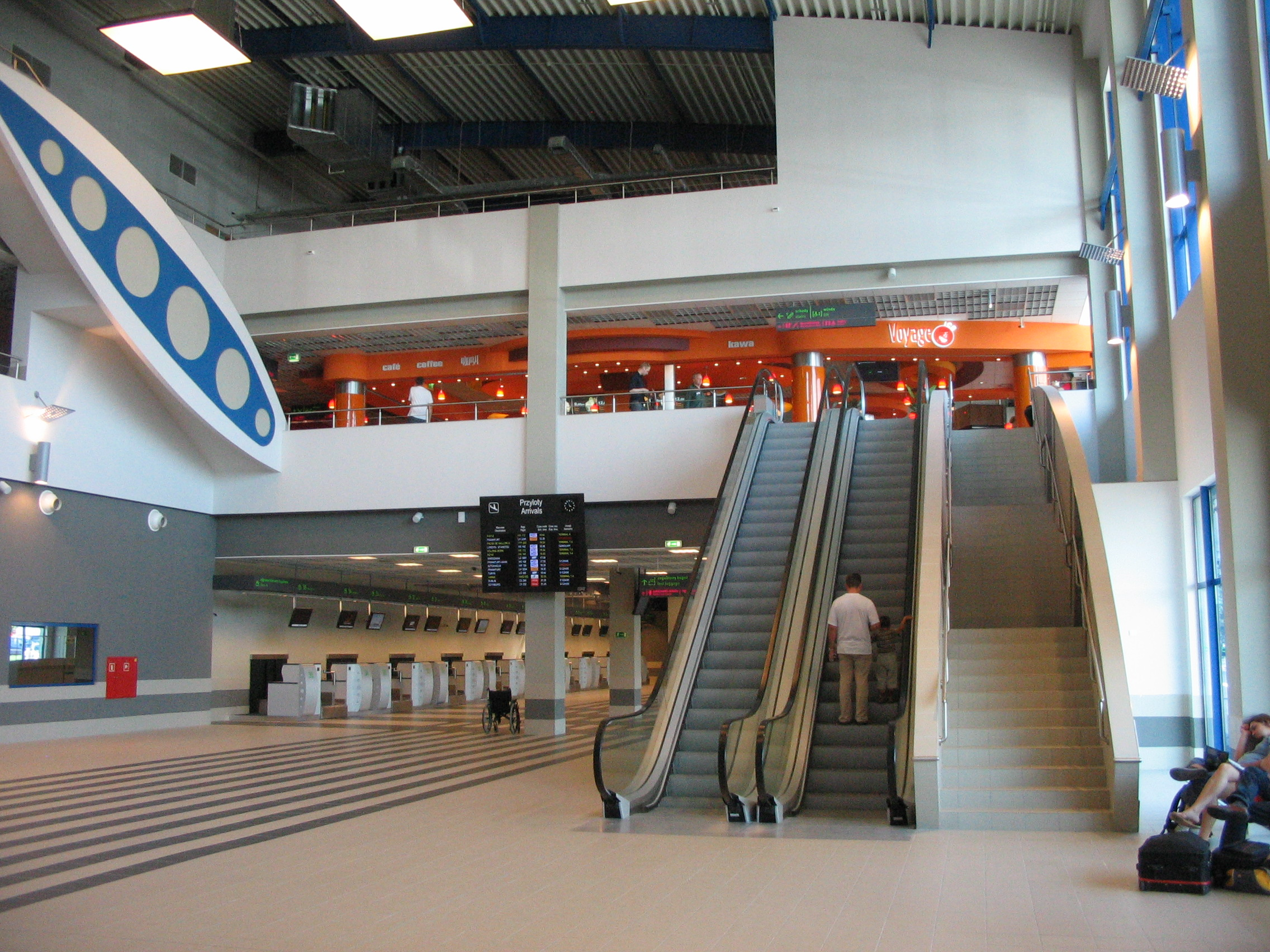
Międzynarodowy Port Lotniczy Katowice – terminal B – widok wnętrza

Wieś wzmiankowana po raz pierwszy w 1340. Wchodząca w granice Księstwa Siewierskiego, położona na skraju historycznej puszczy Smolnik, stanowiła własność klasztoru Norbertanek na krakowskim Zwierzyńcu. Później przechodziła przez ręce kolejnych właścicieli, między innymi krakowskiego szlachcica Jana Twardowskiego, a w I połowie XV wieku stała się własnością Stanisława Rudzkiego herbu Pilawa. W latach 1535–1537 Krzysztof Jarocki herbu Rawicz z Jarocina, syn marszałka nadwornego koronnego Stanisława Jarockiego, zakupił Pyrzowice wraz z sąsiednimi wioskami: Tąpkowicami oraz Dobieszowicami.
W dokumentach dają się również odnaleźć nazwy nieistniejących już przysiółków: Żar (w którym uprawiano bartnictwo), Chrósty, Mostki, Mostkowa Struga. Przysiółkiem były również Celiny, które wykształciły się na dzisiejszą samodzielną wieś.
Zaginęły też nazwy wzgórz: Jeziorna Góra i Gościnna Góra, modrzewiowy dwór w parku lipowym oraz karczma stojąca do początków XIX wieku przy drodze do Zendka.
W 1940 w sąsiednim Zendku powstało lotnisko (Schendek, później nazwane Udetfeld), które stanowiło element realizowanego przez dowództwo Luftwaffe programu rozwoju sieci lotnisk wojskowych. Zniszczone podczas wycofywania się wojsk niemieckich w 1945 roku. Po wojnie odbudowane przez polskie wojska lotnicze – służyło jako baza dla wojsk lotniczych SZ PRL. W latach 90 XX wieku po przekazaniu cywilom stało się zalążkiem współczesnego Międzynarodowego Portu Lotniczego Katowice.
W roku 2003 w rejonie wsi utworzono gminną strefę aktywności gospodarczej.

## Zabytki
- Kaplica Nawiedzenia Najświętszej Marii Panny – kaplica z przełomu XIX i XX wieku, murowana na planie kwadratu z czworoboczną wieżyczką i narożnikami frontalnymi zwieńczonymi sterczynami.
- Kapliczka – kapliczka z przełomu XIX i XX wieku z cegły, słupowa.

## Transport

### Transport drogowy[3]
- autostrada A1
- droga ekspresowa S1
- droga krajowa nr 78
- droga wojewódzka nr 913

### Port Lotniczy
W pobliżu wsi ulokowany jest Międzynarodowy Port Lotniczy Katowice.

### Kolej
Przez Pyrzowice przebiega linia kolejowa łącząca Ożarowice z Zawierciem. Jest ona fragmentem dawnej linii Zawiercie-Tarnowskie Góry. Jeszcze na przełomie XX i XXI wieku w używana była do transportu towarowego. Obecnie wyłączona z użytku. W planie rozwoju kolejnictwa na lata 20 XXI wieku jest uruchomienie połączenia kolejowego do Katowic.

## Wspólnoty wyznaniowe
- Kościół rzymskokatolicki:
  - parafia Nawiedzenia NMP
- Świadkowie Jehowy:
  - zbór Pyrzowice[5]